# Lepidosaphes afganensis
Lepidosaphes afganensis är en insektsart som beskrevs av Borchsenius 1962. Lepidosaphes afganensis ingår i släktet Lepidosaphes och familjen pansarsköldlöss. Inga underarter finns listade i Catalogue of Life.